# 史氏腔吻鳕
史氏腔吻鳕（学名：Coelorhynchus smithi）为长尾鳕科腔吻鳕属的鱼类。分布于日本南部静岗县以南到琉球群岛、菲律宾南部民都洛岛、保和岛、棉兰老岛、卡加延岛苏禄海、北婆罗洲东北部及印尼哈马里拉岛等处深海内以及东中国海琉球海沟等，属于西太平洋远洋深海底层鱼类。其主要栖息于水深约300-780米。该物种的模式产地在Mindoro东岸外。